# Воллес-Ридж (Луїзіана)
Воллес-Ридж (англ. Wallace Ridge) — переписна місцевість (CDP) в США, в окрузі Катаула штату Луїзіана. Населення — 572 особи (2020).

## Географія
Воллес-Ридж розташований за координатами 31°41′3″ пн. ш. 91°49′43″ зх. д. / 31.68417° пн. ш. 91.82861° зх. д. (31.684058, -91.828708).  За даними Бюро перепису населення США в 2010 році переписна місцевість мала площу 19,33 км², з яких 18,13 км² — суходіл та 1,20 км² — водойми.

## Демографія
Згідно з переписом 2010 року, у переписній місцевості мешкало 710 осіб у 281 домогосподарстві у складі 214 родин. Густота населення становила 37 осіб/км².  Було 308 помешкань (16/км²).
Расовий склад населення:
| - 96,9 % — білих - 2,5 % — чорних або афроамериканців - 0,1 % — корінних американців |

До двох чи більше рас належало 0,3 %. Частка іспаномовних становила 0,1 % від усіх жителів.
За віковим діапазоном населення розподілялося таким чином: 22,7 % — особи молодші 18 років, 61,5 % — особи у віці 18—64 років, 15,8 % — особи у віці 65 років та старші. Медіана віку мешканця становила 41,0 року. На 100 осіб жіночої статі у переписній місцевості припадало 110,1 чоловіків;  на 100 жінок у віці від 18 років та старших — 105,6 чоловіків також старших 18 років.
За межею бідності перебувало 2,1 % осіб, у тому числі 0,0 % дітей у віці до 18 років та 0,0 % осіб у віці 65 років та старших.
Цивільне працевлаштоване населення становило 115 осіб. Основні галузі зайнятості: сільське господарство, лісництво, риболовля — 43,5 %, роздрібна торгівля — 28,7 %, публічна адміністрація — 7,8 %, виробництво — 7,0 %.